# Ann Radcliffe
Ann Radcliffe (rojena kot Ann Ward), angleška pisateljica, * 9. julij 1764, London, † 7. februar 1823, London.
Znana je kot pisateljica zgodnjega romantičnega obdobja in pionirka gotske fikcije. Poznana je po svoji zmožnosti prepletanja prizorov groze in napetosti z romantično senzibilnostjo. Čeprav jo pogosto uvrščamo med začetnice grozljivega romana, so njena dela nenavadna, saj kljub temu da se njeni liki ob polnoči pogosto srečujejo z grozečimi in skrivnostnimi pojavi v globinah ječe, ni nikoli dejanske prisotnosti nadnaravnega. Dela Ann Radcliffe so napisana realistično in imajo prvine psihološke grozljivke, zato so njeni romani postali eni izmed klasik zgodnje romantične dobe, tako za ljubitelje grozljivk kot tudi za ostale bralce. Ann Radcliffe kot žanrska pisateljica nikoli ni dosegala takšnega ugleda kot nekatere njene sodobnice, na primer: Charlotte Brontë ali Jane Austen. Kritiki, ki so preučevali zgodnje romantično obdobje, so jo pogosto postavili na stranski tir, kljub temu se je v zadnjih letih začelo razvijati zanimanje za njena dela. V času njenega življenja so jo občudovali nekateri najbolj znani možje njene generacije, zaradi njene sposobnosti, da se skozi prizore groze vživi v teme romantike. Ann Radcliffe je pomembno vplivala na Walterja Scotta in številne druge velike pisce leposlovja njenega obdobja, njen prispevek k razvoju leposlovja devetnajstega stoletja pa je dobro prepoznan.

## Življenje
Njen oče je bil William Ward (1737–1798), čeprav je bil po poklicu prodajalec, je velik del svojega otroštva preživela v soseski, kjer so živeli uspešni in predstavniki višjega družbenega sloja. Njena mati je bila Ann Oates (1726–1800) iz Chesterfielda. Ann Radcliffe je občasno živela v Chelsei z njenim stricem, Thomasom Bentleyem. Leta 1772 se je z družino preselila v Bath, kjer je začela obiskovati šolo, ki sta jo vodili Sophia in Harriet Lee, začetnici pisanja gotskih romanov in dram.
Leta 1787 se je Ann Radcliffe poročila z Williamom Radcliffom (1763–1830), ki je diplomiral na Oxfordu in je bil po poklicu novinar ter solastnik in urednik English Chronicle. On se je velikokrat vračal pozno domov, zato je ona, da bi se zamotila, začela pisati. Ko se je vrnil domov mu je napisano prebirala. Bila sta srečno poročena in nista imela otrok. Denar, ki ga je s pisanjem zaslužila, jima je pozneje omogočil, da sta potovala. V zadnjih letih se je Ann Radcliffe umaknila iz javnega življenja, govorilo se je, da je zaradi pisanja postala nora. Govorice so se pojavile, ker je Radcliffe nehala pisati po objavi svojih petih romanov, kljub temu, da so bili zadnji trije zelo uspešni.
Umrla je 7. februarja 1823, pokopana je v kapeli Ease na St. George’s, Hanover Square v Londonu. Umrla naj bi zaradi bronhialne infekcije, ki je vodila v pljučnico, 12 let je tudi bolehala za astmo.

## Literarna dela

### Romani
Že njena prva romana The Castles of Athlin and Dunbayne (Grad Athlin in Dunbayne) iz leta 1789 in A Sicilian Romance (Sicilijanska romanca) iz leta 1790, ki sta bila objavljena anonimno, sta bila deležna pozitivnih kritik. Velik uspeh je dosegla s svojim tretjim romanom The Romance of the Forest (Romanca o gozdu) iz leta 1791, ki se dogaja v Franciji v 17. stoletju. Ta roman ji je prinesel sloves prve pisateljice, ki je v svoje romane uspešno vpletla gotske prvine.
Njen četrti roman z naslovom The Mysteries of Udolpho (Skrivnosti gradu Udolpho) iz leta 1794 je postal njeno najbolj znano delo, z njim je tudi postala najbolj priljubljena pisateljica romanov v Združenem kraljestvu. Roman govori o tem, kako je osirotela Emily St. Aubert bila podvržena krutemu ravnanju s strani skrbnikov, bila je zaprta v grad, grozila ji je izguba bogastva, na koncu pa je bila osvobojena in združena s svojim izbrancem. Roman je prepleten s čudnimi in strašnimi dogodki, ki se odvijajo v grozljivem vzdušju samotnega gradu Udolpho, postavljenega visoko v temnih in veličastnih Apeninih.
S svojim petim romanom The Italian (Italijan) iz leta 1797 se je popolnoma razvila kot pisateljica, saj je pokazala ne samo izboljšavo dialogov in zapletov, ampak tudi psihološki razvoj likov. Z zadnjima dvema romanoma The Mysteries of Udolpho (Skrivnosti gradu Udolpho) in The Italian (Italijan) je zaslužila veliko denarja, pri prvem je prodala avtorske pravice za 500 funtov, pri drugem pa za 800. Ko je dosegla uspeh, Ann Radcliffe ni več objavila nobenega romana, zdi se, da je prenehala s pisanjem leposlovja takoj, ko ni bilo več finančno potrebno. Njena dela so bila prevedena v več jezikov.
Bila je tudi navdušena popotnica. Je avtorica dela, ki temelji na njeni potovalni izkušnji na celino, to je A Journey Made in the Summer of 1794, through Holland and the Western Frontier of Germany … To Which Are Added Observations of a Tour to the Lakes (1795). Toda gostovanja po južni Evropi so bila v romanih bolj eksotična, temeljila so na potopisih, modnih krajinskih slikah in živahni domišljiji.

### Poezija
V zadnjih 20 letih svojega življenja je Radcliffe pisala večinoma poezijo. Njene pesmi (1816) in njen roman Gaston de Blondeville (1826), ki je bil objavljen po njeni smrti ter vključuje veliko verzov, so bili razmeroma neuspešni.

## Očitki antikatolištva
Dela Ann Radcliffe so tradicionalno obravnavana kot antikatoliška. V njenih delih, zlasti italijanskih, so katoliške ideje pogosto predstavljene negativno, vključno s predsodki o inkviziciji, negativni upodobitvi samostanov in redovnic ter menihov kot negativcev. Spovednica je pogosto prikazana kot nevarno območje, ki ga nadzirajo duhovnik in cerkev. V romanih The Italian (Italijan) in The Mysteries of Udolpho (Skrivnosti gradu Udolpho) je dogajanje postavljeno v Italijo, deželo, ki je zgodovinsko nagnjena h katolicizmu in proti protestantizmu. Romani Ann Radcliffe dajejo njenim sodobnim bralcem vtis, da je katoličanstvo nekaj negativnega. Domneva se, da je bila ta povezava z antikatoličanstvom vsaj deloma odziv na zakon o katoliški pomoči iz leta 1791, ki je omogočal katoličanom prakticiranje prava, odpiranje katoliških šol in veroizpoved.

## Vpliv na poznejše pisatelje
Ann Radcliffe je vplivala na številne poznejše avtorje, navdihnila jih je tako z gotskimi elementi kot s parodijo. V osemnajstem stoletju je navdihnila pisatelja, kot sta Matthew Lewis (1775–1818) in markiz de Sade (1740–1814), ki sta pohvalila njeno delo. Jane Austen (1775–1815) je napisala Northangersko opatijo, roman, ki je parodija na njen roman Mysteries of Udolpho (Skrivnosti gradu Udolpho). V zgodnjem 19. stoletju je vplivala na Edgarja Allana Poea (1809–1849) in na Sira Walterja Scotta (1771–1832), saj je Scott svoje delo prepletel s pesmimi na podoben način kot Ann Radcliffe. Ann Radcliffe so občudovali tudi francoski avtorji kot so: Honoré de Balzac (1799–1850), Victor Hugo (1802–1885), Alexandre Dumas (1802–1870) in Charles Baudelaire (1821–1867). V romanu L'Héritière de Birague (1822) Honoré de Balzac uporablja enak slog kot Ann Radcliffe in njen roman parodira. Nad njo je bil navdušen tudi Fjodor Mihajlovič Dostojevski, številni so v njegovih romanih opazili gotske elemente. Leta 1875 je Paul Feval napisal zgodbo z naslovom La Ville Vampire, kjer je bila glavna junakinja Ann Radcliffe.